# Michael Goldstein

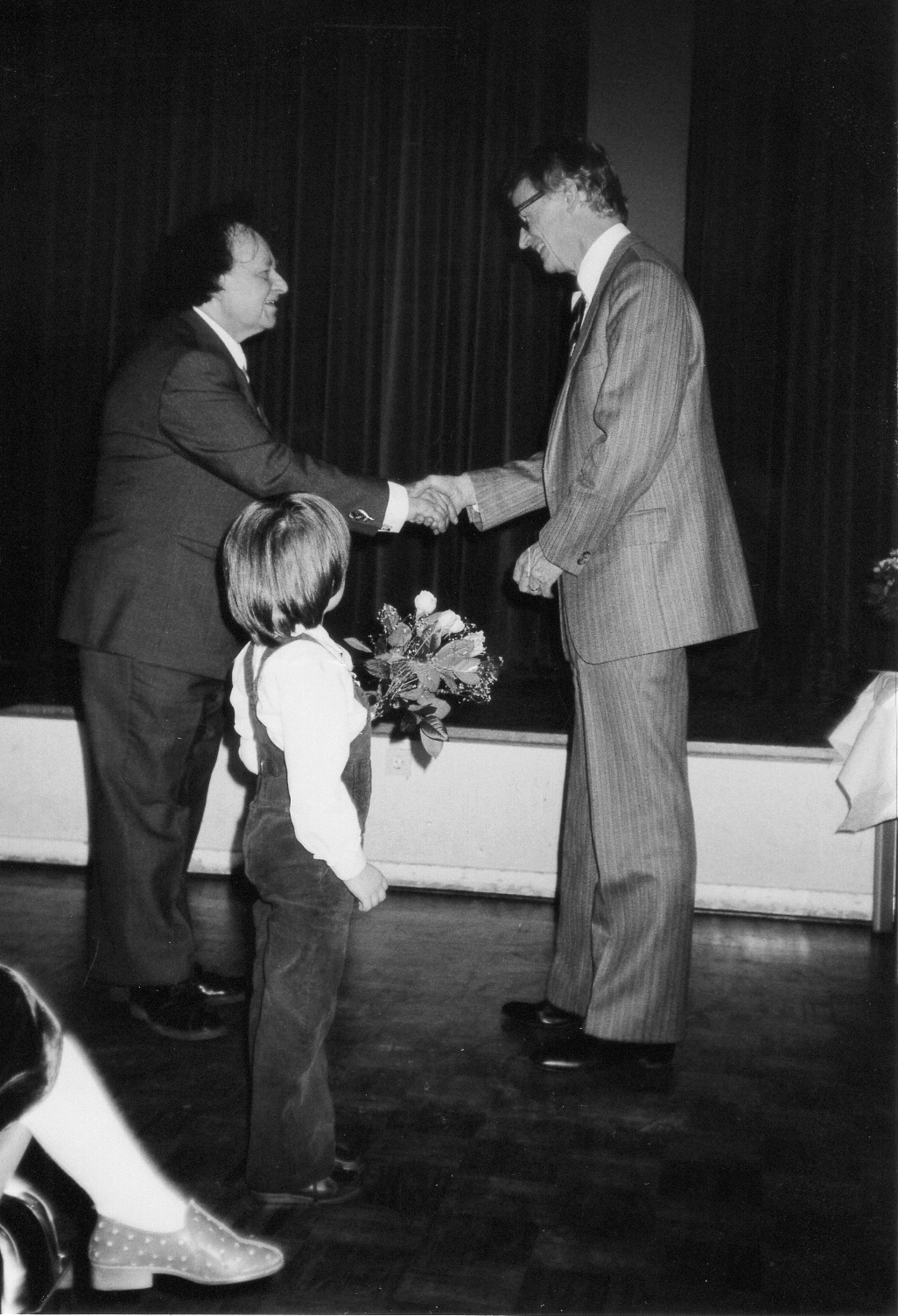
Michael Goldstein und Carl Malsch in St. Petri Hamburg

Michael Emmanuilowitsch Goldstein (russisch Михаил Эммануилович Гольдштейн, auch transkribiert als Mikhail Emmanuilovich Goldstein, hebräisch מיכאל גולדשטיין; Pseudonym: Michajlo Michajlovsky) (* 8. November 1917 in Odessa; † 7. September 1989 in Hamburg) war ein deutsch-israelischer Violinist, Dirigent, Komponist und Musikpädagoge deutsch-russisch-ukrainisch-sowjetischer Herkunft.

## Leben
Michael Goldstein war Sohn von Emanuel Goldstein, der 1884 in Leipzig geboren worden und seit 1910 Professor für Mathematik in Odessa war. Sein Vater nahm 1918 die sowjetische Staatsbürgerschaft an. Michael erhielt ab seinem vierten Lebensjahr Violinunterricht und debütierte bereits im Alter von fünf Jahren als Wunderkind. In seiner Jugend war er ein Schüler von Pjotr Stoljarski, der auch David Oistrach und Nathan Milstein unterrichtete. Als Komponist verfasste er u. a. mehrere Werke, die unter den Namen anderer Komponisten veröffentlicht wurden, so z. B. 1948 die angebliche 21. Sinfonie von Nikolaj Owsjanniko-Kulikowski (1768–1846), die als musikalischer Hoax Berühmtheit erlangte. Er gab außerdem häufig Konzerte als Violinist. Daneben nahm er diverse Schallplatten auf, insbesondere die Sonaten und Partiten für Violine solo von Johann Sebastian Bach. Nachdem er wegen einer Handverletzung seine Karriere als Violinist aufgeben musste, konzentrierte er sich auf seine kompositorische und musikpädagogische Tätigkeit. 1963 emigrierte er aus der Sowjetunion und kam nach Umwegen über Ost-Berlin, Wien, Jerusalem und London 1969 in die Bundesrepublik Deutschland. Seit 1969 war er als Professor für Violine an der Musikhochschule Hamburg tätig und bildete dort viele Musiker aus, die später Preisträger bei Jugend musiziert wurden. Seine langjährige Assistentin war Erdmute Knolle. 1984 erhielt er für seine musikpädagogische Arbeit und sein soziales Engagement das Verdienstkreuz am Bande der Bundesrepublik Deutschland. Er gab viele Konzerte zusammen mit Galina Kowal und Michael Minsky u. a. in der Musikhalle in Hamburg.

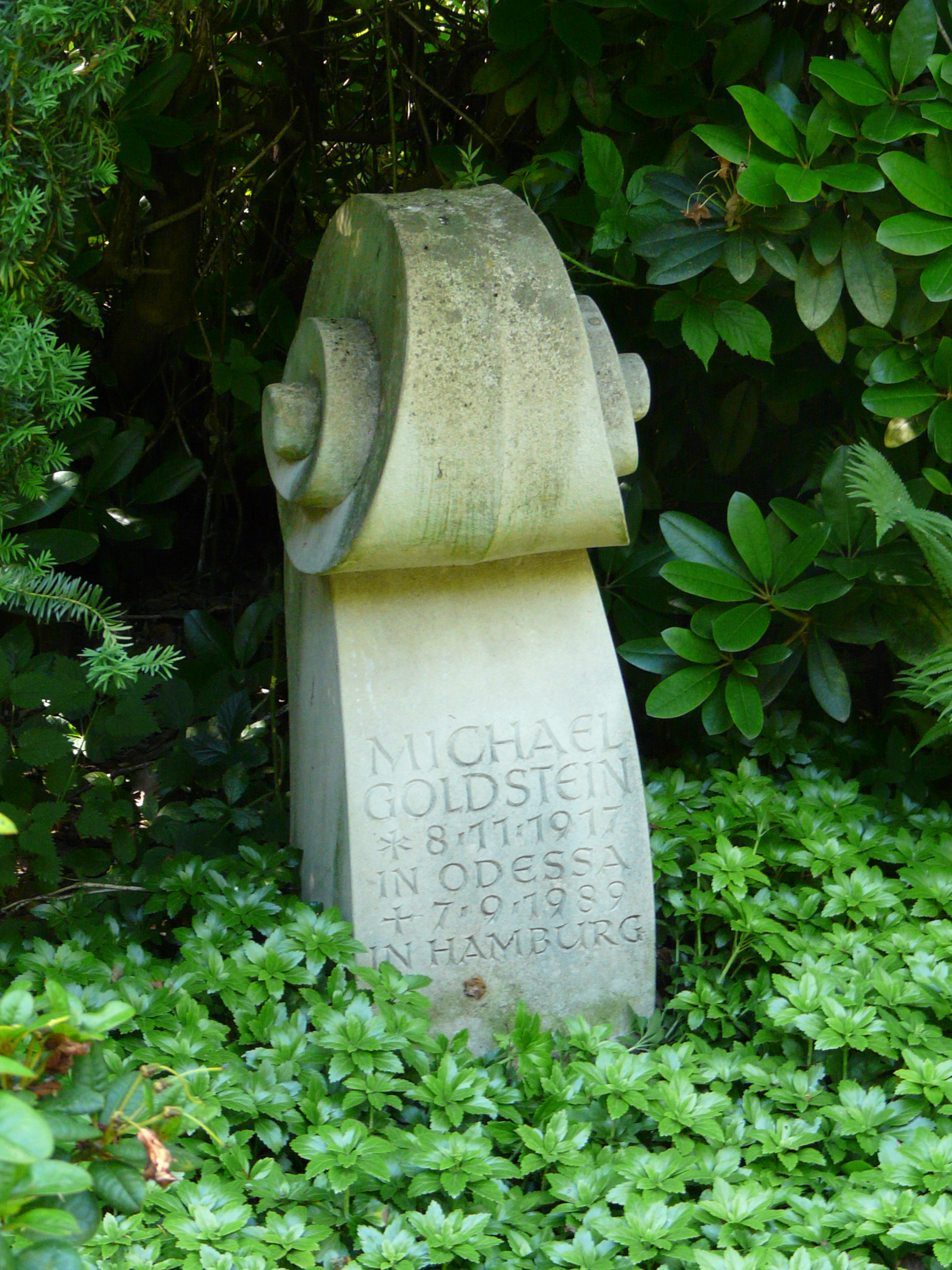
Grab Michael Goldsteins auf dem Friedhof Ohlsdorf

Sein jüngerer Bruder Boris Goldstein (1922–1987) war ebenfalls ein bedeutender Violinvirtuose, der gleichfalls nach Deutschland emigrierte. Der Physiker Eugen Goldstein (1850–1930) war der Onkel seines Vaters.
Seine Tochter Lidia Goldstein ist ebenfalls Violinistin und unterrichtet an der Musikschule der Stadt Quickborn Violine und Klavier.
Zu seinen Schülern zählt Angelika Bachmann, die erste Violinistin des Ensembles Salut Salon.

## Tonträger
- Michael Goldstein: Ukrainische Rhapsodie für Klavier und Orchester (unter dem Pseudonym Michajlo Michajlovsky). Aufnahme des NDR mit Galina Kowal, Klavier, und dem Rundfunkorchester Hannover des NDR unter Richard Müller-Lampertz
- Johann Sebastian Bach:  Partiten für Violine solo. Michael Goldstein, Violine.
- Johann Sebastian Bach:  Sonaten für Violine solo. Michael Goldstein, Violine.
- Bekannte und unbekannte Werke von Bach. Michael Goldstein (Violine) und Heinz Wunderlich (Orgel).
- Russischer Geiger und Virtuose Michael Goldstein spielt Sonaten und Partiten von J. S. Bach auf einer Weidler-Geige ganz aus Ahornholz

## Werke
- Michael Goldstein: Peter Stoljarskij. Der Violin-Pädagoge und seine Fabrik der Talente in Odessa. Aus dem Nachlass herausgegeben von François Maher Presley, in-Cultura.com, Hamburg 2015, ISBN 978-3-930727-34-6.

- Michael Goldstein: Michail Ignátieff und die Balalaika – Die Balalaika als solistisches Konzertinstrument. Zimmermann, Frankfurt am Main 1978, ISBN 3-921729-01-7.

- Michael Goldstein:  20 kleine Präludien für Viola. Möseler, Wolfenbüttel 1982.
- Michael Goldstein:  Michael Goldsteins Methode im ersten Violinunterricht (Heft 1 und Heft 2).  J. Schuberth & Co., Hamburg 1978.
- Michael Goldstein:  Kinder musizieren für Violine und Klavier. J. Schuberth & Co, Hamburg 1982.
- Alexander Glasunow:  Albumblatt für Violine und Klavier. M. P. Belaieff, Frankfurt/M. Herausgegeben von Michael Goldstein.  (In Wahrheit ist Goldstein der Komponist.)
- Michael Goldstein:  Gavotte über B-A-C-H für Violine solo.
- Joseph Reicha:  Konzert Es-dur Op 2/1 für Viola. Verlag Anton J. Benjamin. Bearbeitet von Michael Goldstein.  (In Wahrheit ist Goldstein der Komponist.)
- Giuseppe Tartini:  Sonate in E.  Heinrichshofen Verlag. Herausgegeben von Michael Goldstein.  (In Wahrheit ist Goldstein der Komponist.)
- Michael Goldstein:  Puppentanz für Violine solo.
- Mykola Ovsianiko-Kulikovsky:  Symphonie Nr. 21.  (In Wahrheit ist Goldstein der Komponist.)
- Mily Balakirev:  Expromt für Violine und Klavier.  (In Wahrheit ist Goldstein der Komponist.)
- Iwan Chandoschkin:  Konzert für Viola in C-Dur.  (In Wahrheit ist Goldstein der Komponist.)
- Michael Goldstein:  Zwölf kleine Präludien in der ersten Lage, Edition Peters, Leipzig 1964.
- Michael Goldstein:  Zwölf kleine Präludien für zwei Violinen (erste Lage), Edition Peters, Leipzig 1964.